# Xa lộ Liên tiểu bang 40
Xa lộ Liên tiểu bang 40 (tiếng Anh: Interstate 40 hay viết tắt là I-40) là một xa lộ liên tiểu bang then chốt chạy theo hướng đông-tây dài thứ ba tại Hoa Kỳ sau I-90 và I-80. Đầu phía tây của nó nằm ở Xa lộ Liên tiểu bang 15 trong thành phố Barstow, California; đầu phía đông của nó tại nơi trùng nhau của Quốc lộ Hoa Kỳ 117 và Xa lộ North Carolina 132 trong thành phố Wilmington, North Carolina. Phần lớn phía tây của I-40 từ Oklahoma City đến Barstow chạy song song hoặc chồng lên Quốc lộ Hoa Kỳ 66 lịch sử. I-40 giao cắt với 8 trong số 10 xa lộ liên tiểu bang chính yếu chạy theo hướng bắc-nam (trừ I-5 và I-45) và cũng giao cắt với I-24, I-30, I-44, I-77, và I-81.

## Mô tả xa lộ
|           | dặm      | km       |
| --------- | -------- | -------- |
| CA        | 154,61   | 248,82   |
| AZ        | 359,48   | 578,53   |
| NM        | 373,51   | 601,11   |
| TX        | 177,10   | 285,11   |
| OK        | 331,03   | 532,74   |
| AR        | 284,69   | 458,16   |
| TN        | 455,28   | 732,70   |
| NC        | 423,55   | 681,64   |
| Tổng cộng | 2.559,25 | 4.118,71 |

### California
Xa lộ Liên tiểu bang 40 là xa lộ then chốt chạy hướng đông-tây thuộc Hệ thống Xa lộ Liên tiểu bang. Đầu phía tây của nó nằm trong thành phố Barstow, California. Được biết với tên gọi là Xa lộ cao tốc Needles, nó đi về hướng đông từ thành phố Barstow băng qua Hoang mạc Mojave trong Quận San Bernardino đến thành phố Needles trước khi vào tiểu bang Arizona ở phía tây nam thành phố Kingman. I-40 trải dài khoảng 155 dặm (249 km) trong tiểu bang California.
Một tấm biển tại California, biểu thị khoảng cách đến Wilmington, North Carolina đã bị lấy cắp mấy lần.

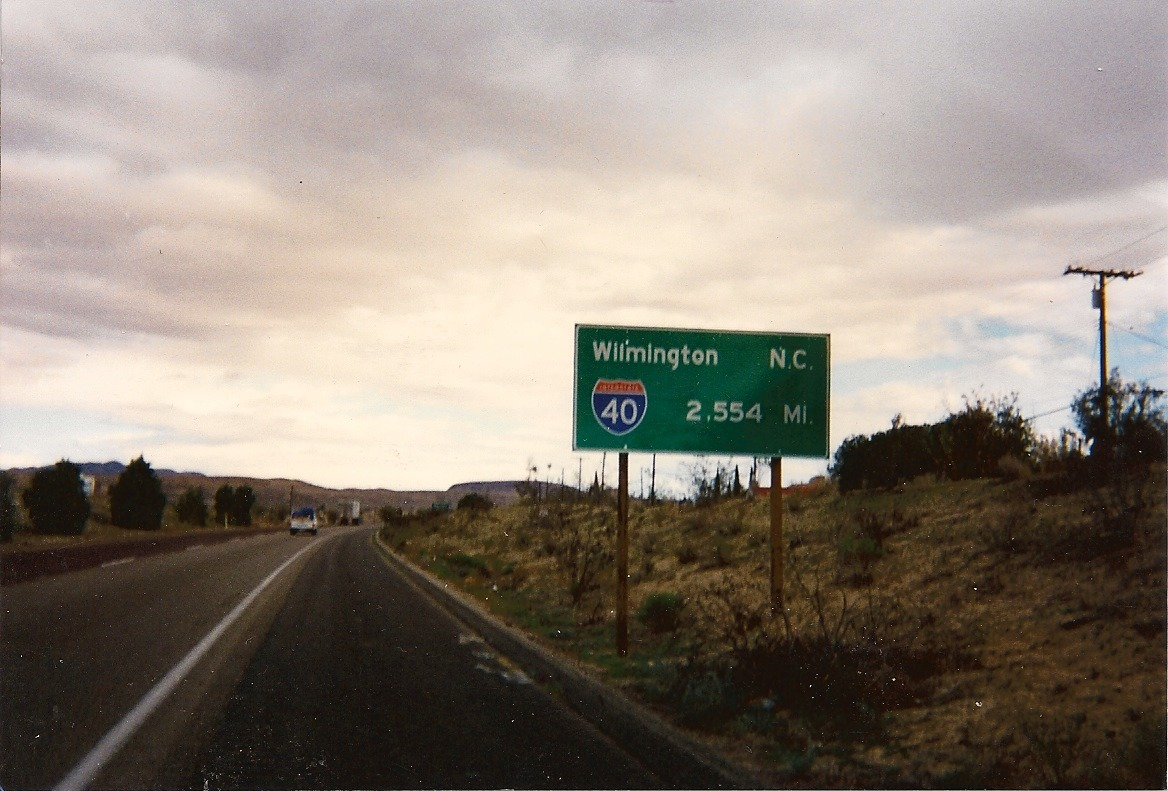
Biển báo số dặm đường đến thành phố Wilmington, North Carolina từ điểm đầu phía tây của I-40 gần Barstow, California

### Arizona
Xa lộ Liên tiểu bang 40 là xa lộ chính đến vành đai phía nam của Grand Canyon, có các lối ra dẫn vào Công viên Quốc gia Grand Canyon tại Williams và Flagstaff. I-40 trải dài 359 dặm (578 km) tại tiểu bang Arizona.
Ngay phía tây Lối ra số 190 và phía tây thành phố Flagstaff là nơi có độ cao cao nhất dọc theo Xa lộ Liên tiểu bang 40 khi xa lộ vượt lên 7.320 bộ.

### New Mexico
I-40 trải dài 374 dặm (602 km) trong tiểu bang New Mexico. Các thành phố nổi bật dọc theo Xa lộ Liên tiểu bang 40 gồm có Albuquerque, Santa Rosa, Tucumcari, Grants và Gallup. Xa lộ Liên tiểu bang 40 cũng đi qua một số Khu dành riêng cho người bản địa Mỹ khác nhau bên nữa phía tây tiểu bang.
Arizona và New Mexico là hai tiểu bang duy nhất mà I-40 có tốc độ giới hạn 75 mph (120 km/h) thay vì 70 mph (112 km/h).

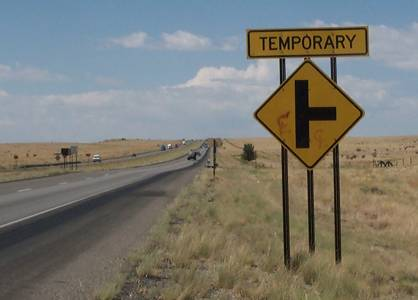
Một điểm giao cắt cùng mặt lộ trên I-40 tại Texas tính đến năm 2003.

### Texas
Tại vùng cán chảo phía tây của tiểu bang Texas, có một số lộ phục vụ trang trại nối trực tiếp vào xa lộ liên tiểu bang. Một trong số những điểm giao cắt cùng mặt lộ được biểu thị trong hình bên tay trái. Thành phố lớn duy nhất tại Texas được I-40 phục vụ trực tiếp là thành phố Amarillo. Tại thành phố này có điểm kết nối với Xa lộ Liên tiểu bang 27 chạy về hướng nam đến thành phố Lubbock.

### Oklahoma
Xa lộ Liên tiểu bang 40 đi qua trung tâm tiểu bang, đi qua nhiều thành phố và thị trấn của Oklahoma trong đó có Erick, Sayre, Elk City, Clinton, Weatherford, El Reno, Yukon, Oklahoma City, Midwest City, Shawnee, Okemah, Henryetta, Checotah, Sallisaw, và Roland. (Ghi chú: Có đường đi đến Fort Smith, AR từ I-40 tại thành phố Roland, OK qua ngã Quốc lộ Hoa Kỳ 64.)  I-40 trải dài 331 dặm (533 km) trong tiểu bang Oklahoma.
Tại phố chính của Oklahoma City, có một đoạn đường xa lộ nằm trên cao có tên là Xa lộ cao tốc Crosstown. Đầu phía đông của đoạn trên cao này nằm ở ngay phía tây của điểm giao cắt giữa I-40 và Xa lộ Liên tiểu bang 35 trong khi đầu phía tây nằm ngay phía đông lối ra để vào Phố Classen.  Đoạn xa lộ cao tốc này được xây dựng trên 40 năm trước và chưa được nâng cấp lên tiêu chuẩn hiện đại của xa lộ liên tiểu bang. Một dự án đang được tiến hành để di dời đoạn này khoảng vài dải phố về phía nam. Khi hoàn thành nó có đến 5 làn xe mỗi chiều.

### Arkansas

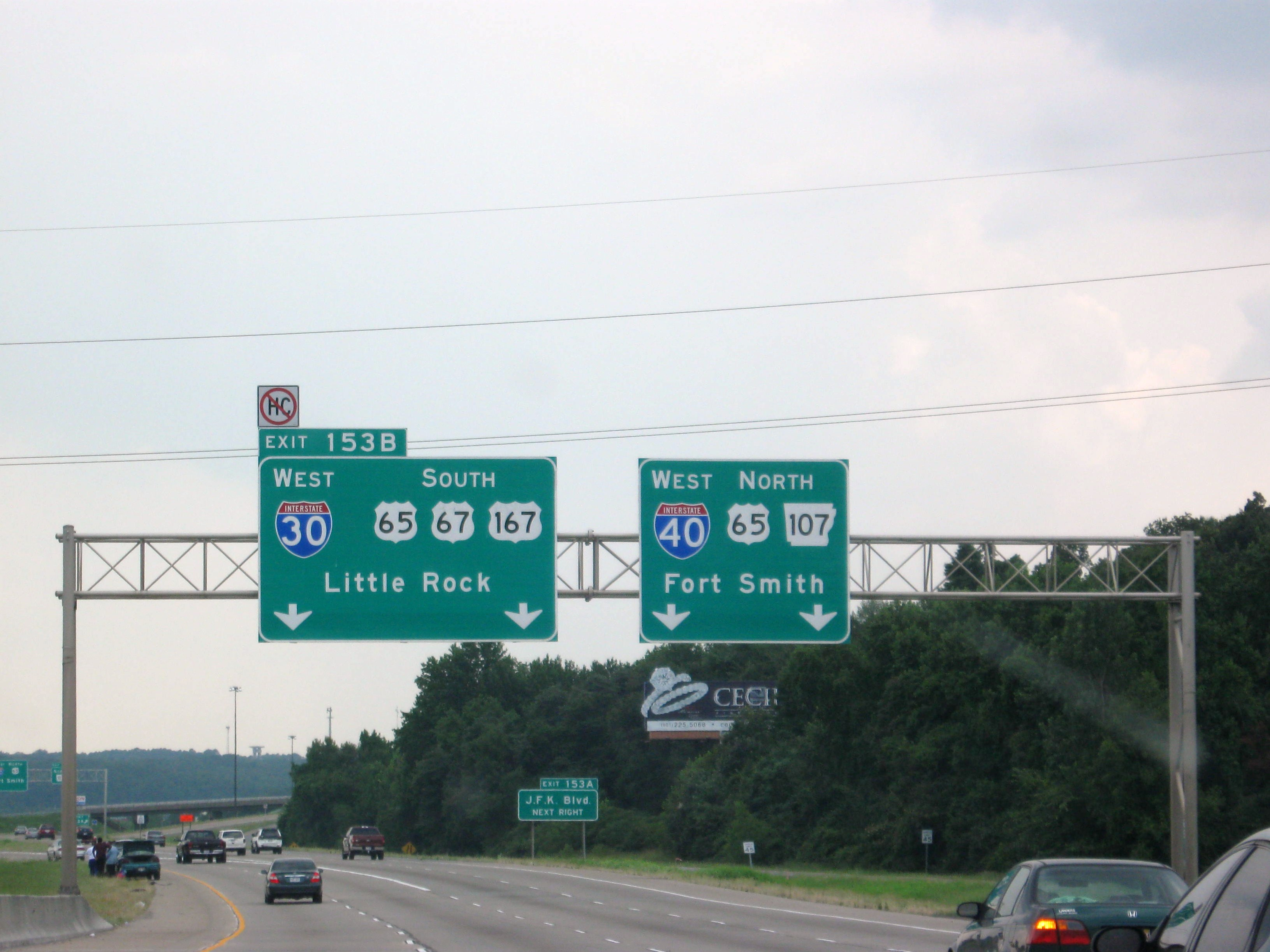
Các xa lộ I-30/US 65/US 67/US 167 tẻ nhánh về phía nam từ I-40/US 65/AR 107 tại North Little Rock. Đây cũng là điểm đầu phía đông của I-30.

Xa lộ Liên tiểu bang 40 đi vào vùng trung tây tiểu bang và chạy khoảng 284 dặm (457 km) trong tiểu bang Arkansas. Xa lộ đi qua Van Buren nơi nó giao cắt với Xa lộ Liên tiểu bang 540/Quốc lộ Hoa Kỳ 71 đi hướng nam đến Fort Smith. Xa lộ tiếp tục đi hướng đông về phía Alma và giao cắt với I-540, một xa lộ đi về phía bắc để đến Fayetteville, Arkansas. Đi qua Dãy núi Ozark, I-40 phục vụ Ozark, Clarksville, Russellville, Morrilton và Conway. Xa lộ quay hướng nam sau khi qua Conway và đi vào North Little Rock là nơi nó gặp các nút giao thông khác mức với I-430, I-30/US 65/US 67/US 167, và I-440/AR 440. Xa lộ liên tiểu bang tiếp tục đi hướng đông qua Lonoke, Brinkley, và West Memphis trên chiều phía đông. Xa lộ Liên tiểu bang 40 có một đoạn ngắn trùng với Xa lộ Liên tiểu bang 55 tại West Memphis trước khi nó băng sông Mississippi bằng cầu Hernando De Soto và vào thành phố Memphis, Tennessee.

### Tennessee
Xa lộ Liên tiểu bang 40 đi qua tiểu bang Tennessee nhiều, khoảng 455 dặm (732 km), hơn bất cứ tiểu bang nào khác. Xa lộ đi qua tất cả ba vùng lớn của Tennessee và ba thành phố lớn nhất tiểu bang là Memphis, Nashville và Knoxville. Jackson, Lebanon, Cookeville, Crossville, và Newport là các thành phố hay thị trấn nổi bật khác mà I-40 đi qua. Trước khi rời tiểu bang, I-40 vào Dãy núi Great Smoky.
Đoạn đường của Xa lộ Liên tiểu bang 40 giữa Memphis và Nashville thường được gọi là Xa lộ Âm nhạc Trong lúc được xây dựng lại, một đoạn dài của I-40 đi qua phố chính của Knoxville bị đóng hoàn toàn từ 1 tháng 5 năm 2008 đến ngày 12 tháng 6 năm 2009. Xe cộ lưu thông bị đổi đường đi qua Xa lộ Liên tiểu bang 640, một xa lộ tránh thành phố ở phía bắc. Đoạn đường được thiết kế lại hiện nay có các làn xe phụ ở mỗi chiều giúp xa lộ ít bị kẹt xe và giảm được nhiều vụ tại nạn xe.

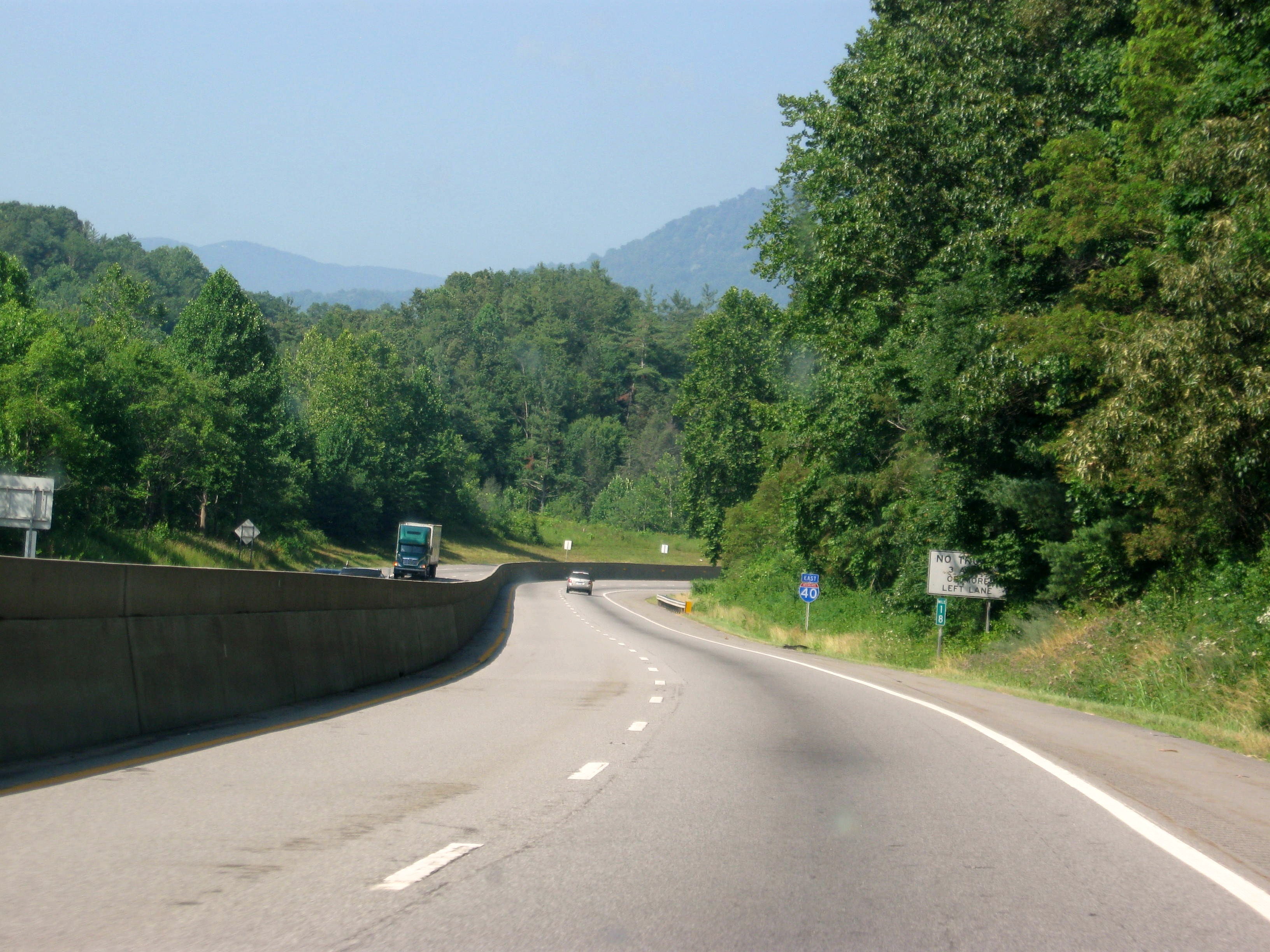
Xa lộ Liên tiểu bang 40 đi qua Công viên Quốc gia Dãy núi Great Smoky tại miền tây North Carolina.

### North Carolina
Tại North Carolina, I-40 nhập với I-85 giữa Greensboro và Hillsborough, ngay phía tây thành phố Durham. Tại Quận Alamance, xa lộ được biết với tên gọi là Xa lộ cao tốc Sam Hunt. Vì có sự di dời đường I-85 quanh thành phố Greensboro nên I-40 có điểm xuất phát cách nơi chia tách ban đầu khoảng 8 dặm (13 km) về phía đông. Từ tháng 2 đến giữa tháng 9 năm 2008, I-40 được di dời đến một nơi mới ở phía nam Greensboro là nơi có đường tránh thành phố I-85 mới và sau đó có cả Xa lộ Liên tiểu bang 73 trong khi đó con đường của I-40 đi qua Greensboro được dự định sẽ trở thành Xa lộ Thương mại Liên tiểu bang I-40. Tuy nhiên, ngày 12 tháng 9 năm 2008 sau khi có sự phàn nàn của người lái xe và dân chúng tại đó, Bộ Giao thông North Carolina được phép của Cơ quan Quản trị Xa lộ Liên bang đặt I-40 trở lại đường củ đi qua Greensboro. Kết cục là Xa lộ Thương mại Liên tiểu bang 40 đi qua Greensboro bị giải thể. I-40 trải dài 421 dặm (678 km) trong tiểu bang North Carolina.
I-40 vi phạm các tiêu chuẩn được ấn định cho xa lộ liên tiểu bang vì có một điểm giao cắt trên cùng mặt lộ có đánh dấu và hai điểm giao cắt trên cùng mặt lộ nhưng không có đánh dấu tại miền tây North Carolina. Khoảng 8 dặm (13 km) từ ranh giới Tennessee trong tiểu bang North Carolina, khi đi về hướng tây, một biển dấu đề "Lộ Hurricane Creek Road" xuất hiện trên bên lề. Lộ Hurricane Creek là một con đường đất địa phương có chất lượng kém hơn cả lề xa lộ liên tiểu bang và điểm giao cắt được điều khiển bằng một biển ngừng. Hai lộ địa phương không đánh dấu đi trực tiếp vào I-40 trong đó có một lộ tư nhân chạy đến Đập Walters giữa mốc dặm số 11 và số 12 trên hướng đi về phía tây.
Một biển chỉ dẫn được dựng gần nơi xuất phát đi hướng tây của I-40 trong thành phố Wilmington có ghi khoảng đường dài đến Barstow, California là 2.554 dặm (4.110 km). Tuy Bộ Giao thông North Carolina cho biết là sẽ thay thế nó sau khi tấm biển chỉ dẫn này thường xuyên bị đánh cắp nhưng tính đến ngày 3 tháng 7 năm 2011, tấm biển này vẫn thấy đứng tại đó.
Ngày 25 tháng 10 năm 2009, Xa lộ Liên tiểu bang 40 bị đóng tại ranh giới North Carolina và Tennessee vì có đất lở tại mốc dặm số 2,6 ngay phía đông ranh giới tiểu bang Tennessee. Tất cả xe cộ được hướng dẫn đổi đường qua Xa lộ Liên tiểu bang 26 và 81, và xe cộ chở nhẹ đi qua Quốc lộ Hoa Kỳ 25/70. Con đường được thông xe trở lại vào ngày 25 tháng 4 năm 2010 với một số hạn chế về giao thông theo hướng Tây.
Đất lở thường được thấy trong đoạn đi qua Hẻm núi Sông Pigeon dọc theo ranh giới giữa Tennessee và North Carolina. Tại đây xa lộ được xây dựng cắt qua sườn núi của một vài ngọn núi dốc. Tai nạn trên các con đường quanh co cũng thường thấy đặc biệt trong thời tiết xấu.

## Lịch sử
Khoảng 1.000 dặm (1.600 km), I-40 men theo con đường chung của Đường Beale Wagon từ tiểu bang Arkansas đến California. Đường Beale Wagon được một toán quân của đại úy hải quân Edward Fitzgerald Beale xây dựng năm 1857-59. Họ đã sử dụng một đội lạc đà để chuyên chở trang thiết bị và vật liệu làm đường.
Tại Albuquerque, New Mexico, I-40 ban đầu được dự tính thay thế Phố Central đi qua trung tâm thành phố. Tuy nhiên, vì có sự phản đối từ công chúng, một con đường chạy đến phía bắc được chọn. Xa lộ giao cắt với Phố Central tại cả hai đầu thành phố.
Năm 1957, Bộ Xa lộ California đề nghị xa lộ này đổi số thành Xa lộ Liên tiểu bang 30 vì tiểu bang California lúc đó đã có Quốc lộ Hoa Kỳ 40 (quy định của Hiệp hội Quan chức Giao thông và Xa lộ Tiểu bang Mỹ là "không có một xa lộ liên tiểu bang nào có cùng số với một Quốc lộ Hoa Kỳ trong cùng một tiểu bang"). Sau đó, Quốc lộ Hoa Kỳ 40 bị giải thể tại California năm 1964 và vấn đề coi như được giải quyết.
Chính quyền tiểu bang California đưa Xa lộ Tiểu bang 58 nằm giữa Barstow và Bakersfield để đề nghị nới dài I-40 năm 1956 và 1968 nhưng những đề nghị này bị bác bỏ. Đoạn đường của Xa lộ Tiểu bang 58 trước đây từng được cắm biển là Quốc lộ Hoa Kỳ 466.
Từ năm 1963 đến 1966, Chính phủ Hoa Kỳ cứu xét một kế hoạch, một phần thuộc Chiến dịch Plowshare nhằm sử dụng bom nguyên tử để đào xới một con đường cho Xa lộ Liên tiểu bang 40 đi qua California. Dự án này bị bỏ qua phần lớn vì tổn phí phát triển chất nổ và vì không có sẳm một "quả bom sạch".
Tại thành phố Memphis, I-40 ban đầu được dự tính đi qua Công viên Overton hướng về phố chính thành phố. Vài dặm xa lộ liên tiểu bang thật sự được xây dựng trong khu vực xa lộ vòng I-240. Đoạn này vẫn còn tồn tại và được sử dụng thường trực làm Đại lộ Sam Cooper, đi đến điểm cuối phía đông của Câu lạc bộ Xứ Chickasaw. Sự phản đối từ các nhà môi trường kết hợp với chiến thắng của những người phản đối xa lộ Công viên Overton tại Tối cao Pháp viện Hoa Kỳ đã buộc chấm dứt các kế hoạch ban đầu, và xa lộ chưa bao giờ tiến đến được công viên. Khoảng trên 20 năm, các biển dấu của I-40 vẫn tồn tại trên đoạn đường cùng hướng về Công viên Overton. Cuối cùng, đoạn phía bắc của Xa lộ Liên tiểu bang 240 được đặt tên lại là I-40.
Ban đầu, I-40 được xây dựng đi qua phố chính Winston-Salem, và nó tiếp tục đi theo con đường này cho đến khi một con đường tránh đô thị mới được xây dựng. Sau khi đường tránh đô thị được xây xong khoảng năm 1992, I-40 được dời đến xa lộ cao tốc khác. Xa lộ củ sau đó được đặt tên lại là Xa lộ Thương mại Liên tiểu bang 40. Có những tranh cãi rằng xa lộ cao tốc I-40 củ tại Winston-Salem nên trở lại thành một xa lộ liên tiểu bang, đặc biệt kể từ khi xa lộ đang được nâng cấp.
Tại họa cầu I-40 xảy ra vào ngày 26 tháng 5 năm 2002 khi một xà lan đụng vào một chân cầu gần Webbers Falls, Oklahoma, làm cho một đoạn dài 580-foot (177 mét) của cầu I-40 rơi xuống Sông Arkansas. Một số xe hơi và xe tải kéo thùng rơi xuống sông, giết chết 14 người.
Nút giao thông khác mức giữa I-25 và I-40, có tên gọi "Big I", tại thành phố Albuquerque, New Mexico được Bộ Giao thông Hoa Kỳ và Cơ quan Quản trị Xa lộ Liên bang vinh danh nhắc đến vì sự tuyệt với trong thiết kế xa lộ đô thị vào năm 2002.
Khi đoạn cuối cùng của I-40, nối liền Wilmington đến Raleigh, được hoàn thành vào cuối thập niên 1980, Charles Kuralt có phát biểu như sau:
| “ | Nhờ hệ thống xa lộ liên tiểu bang, bây giờ có thể đi từ bờ biển này sang bờ biển khác mà không phải gặp bất cứ cái gì (cản trở). | ” |

## Các điểm giao cắt chính
- Xa lộ Liên tiểu bang 15 tại Barstow, California
- Xa lộ Liên tiểu bang 17 tại Flagstaff, Arizona
- Xa lộ Liên tiểu bang 25 tại Albuquerque, New Mexico
- Xa lộ Liên tiểu bang 27 tại Amarillo, Texas
- Xa lộ Liên tiểu bang 35 tại Oklahoma City, Oklahoma
- Xa lộ Liên tiểu bang 44 tại Oklahoma City, Oklahoma
- Xa lộ Liên tiểu bang 49 tương lại nằm bên ngoài Fort Smith, Arkansas (một phần đã được xây dựng và đang phục vụ như Xa lộ Liên tiểu bang 540).
- Xa lộ Liên tiểu bang 30 tại North Little Rock, Arkansas
- Xa lộ Liên tiểu bang 55 tại West Memphis, Arkansas (hai xa lộ này nhập với nhau cả đường qua thị trấn)
- Xa lộ Liên tiểu bang 69 được đề xuất tại Memphis, Tennessee
- Xa lộ Liên tiểu bang 24 tại Nashville, Tennessee nhập với I-40 khoảng 2 dặm (3,2 km)
- Xa lộ Liên tiểu bang 65 tại Nashville, Tennessee nhập với I-40 khoảng 3 dặm (4,8 km)
- Xa lộ Liên tiểu bang 75 gần Dixie Lee Junction, Tennessee. Chúng vẫn nhập với nhau cho đến thành phố Knoxville, Tennessee.
- Xa lộ Liên tiểu bang 81 gần Dandridge, Tennessee
- Xa lộ Liên tiểu bang 26 tại Asheville, North Carolina
- Xa lộ Liên tiểu bang 77 tại Statesville, North Carolina
- Xa lộ Liên tiểu bang 74 tương lại tại Winston-Salem, North Carolina
- Xa lộ Liên tiểu bang 73 tương lai tại Greensboro, North Carolina
- Xa lộ Liên tiểu bang 85 tại Greensboro, North Carolina. Chúng vẫn nhập nhau cho đến thành phố Hillsborough, North Carolina.
- Xa lộ Liên tiểu bang 95 tại Benson, North Carolina (Map)

## Các xa lộ phụ
- I-140 - vùng Alcoa - Knoxville - Oak Ridge
- I-140 - Wilmington, North Carolina
- I-240 - Asheville, North Carolina
- I-240 - Memphis, Tennessee
- I-240 - Oklahoma City, Oklahoma
- I-440 - Little Rock, Arkansas
- I-440 - Nashville, Tennessee
- I-440 - Raleigh, North Carolina
- I-540 - xa lộ nhánh ngắn đi đến Fort Smith, Arkansas, và vùng đô thị Tây Bắc Arkansas. Được đề xuất trở thành một phần của Xa lộ Liên tiểu bang 49 nối dài
- I-540 - Raleigh, North Carolina
- I-640 - Knoxville, Tennessee
- I-840 - Greensboro, North Carolina

### Các xa lộ thương mại
- Xa lộ Thương mại Liên tiểu bang 40 tại Raleigh, North Carolina, hiện nay là Xa lộ Liên tiểu bang 440
- Xa lộ Thương mại Liên tiểu bang 40 (North Carolina) tại Winston-Salem, North Carolina và trước kia cũng có tại Greensboro.
- Xa lộ Thương mại Liên tiểu bang 40 tại Oklahoma - Sallisaw; Henryetta; El Reno; Weatherford; Clinton; Elk City; Sayre; and Erick, Oklahoma
- Xa lộ Thương mại Liên tiểu bang 40 tại Texas - Shamrock; McLean; Groom; Amarillo; Vega; Adrian, Texas; và Glenrio, New Mexico and Texas
- Xa lộ Thương mại Liên tiểu bang 40 tại New Mexico - Tucumcari; Santa Rosa; Albuquerque; Grants, Mount Taylor, và Gallup, New Mexico
- Xa lộ Thương mại Liên tiểu bang 40 tại Arizona — xa lộ nhánh ngắn đi đến Winslow; xa lộ vòng đi qua Winslow; Flagstaff; Williams; Ash Fork; Seligman; và Kingman, Arizona
- Xa lộ Thương mại Liên tiểu bang 40 tại California - Needles, California

### California
- WestCoastRoads - Interstate 40
- California Highways: I-40
- Cal-NExUS: Route 40 West Lưu trữ ngày 13 tháng 2 năm 2006 tại Wayback Machine
- Cal-NExUS: Route 40 East Lưu trữ ngày 13 tháng 2 năm 2006 tại Wayback Machine